# Dzhegov Rock
Dzhegov Rock (englisch; bulgarisch Джегова скала Dscherowa skala) ist ein in südost-nordwestlicher Ausrichtung 40 m langer und 30 m breiter Klippenfelsen im Archipel der Südlichen Shetlandinseln. Er liegt 1,2 km südsüdöstlich des westlichen Ausläufers von Cornwallis Island, 0,7 km westsüdwestlich des südlichen Endes des Gaydarov Point und 9,9 km ostnordöstlich des Kap Valentine von Elephant Island im östlichen Teil der Prince Charles Strait.
Die bulgarische Kommission für Antarktische Geographische Namen benannte ihn 2019 nach Simeon Dschegov (1938–2011), im Jahr 1987 Direktor der Gesellschaft Ocean Fisheries in Burgas, deren Fangflotte von den frühen 1970er Jahren bis in die frühen 1990er Jahre in den Gewässern um Südgeorgien, um die Kerguelen, um die Südlichen Orkneyinseln und die Südliche Shetlandinseln sowie um die Antarktische Halbinsel operiert hatte.